# Silicon Valley

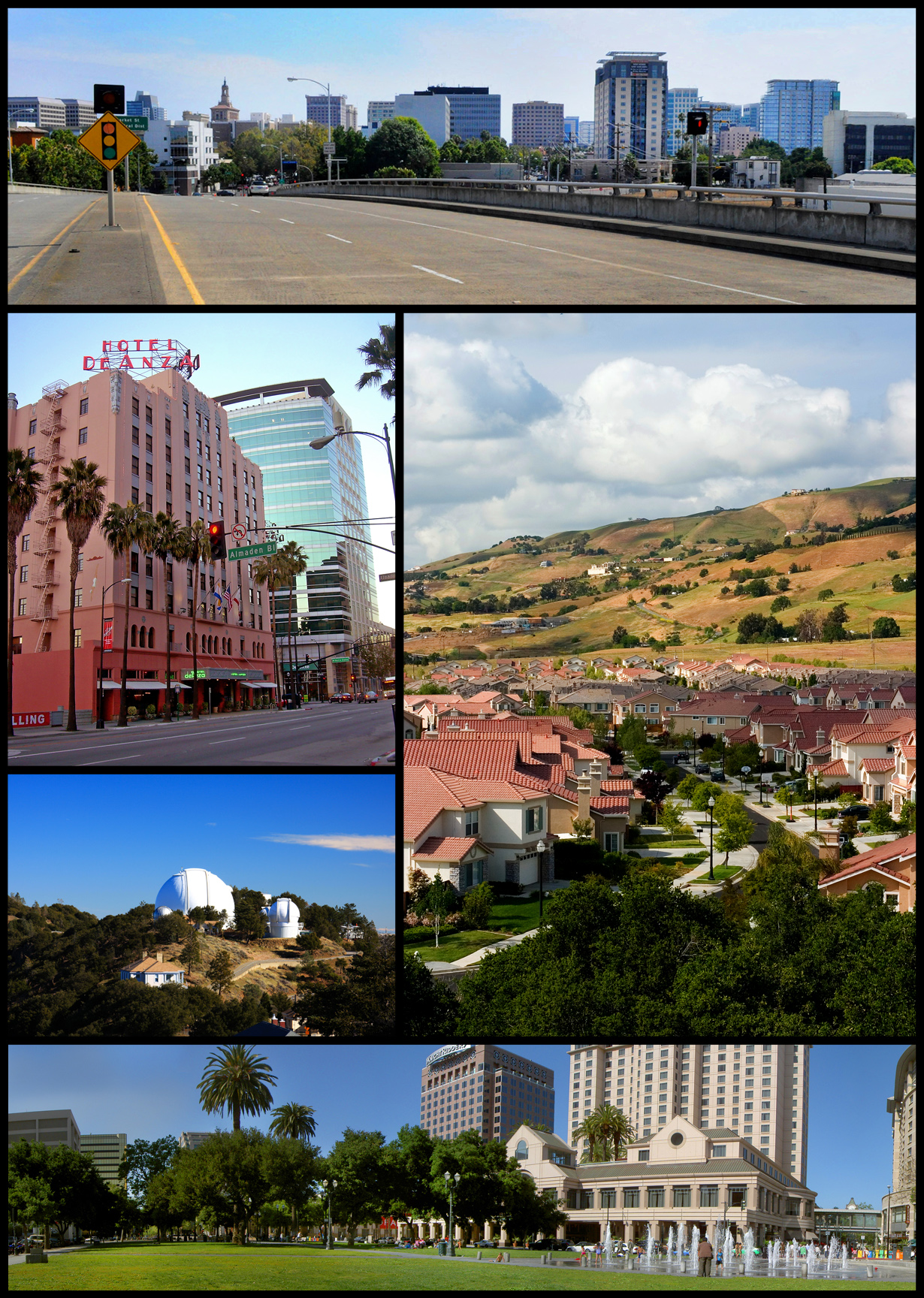
Localidad de San José, denominada la "Capital del Silicon Valley".

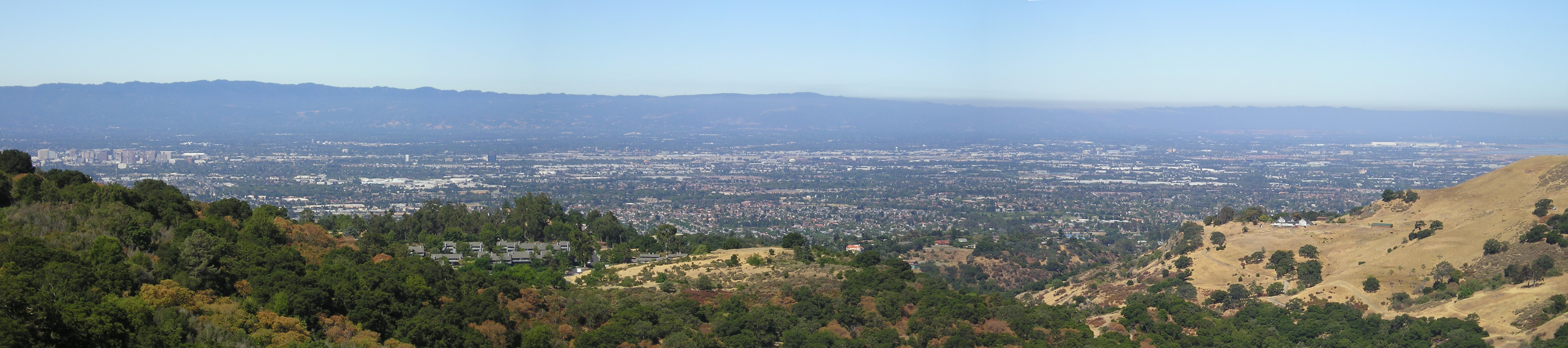
Vista panorámica del Silicon Valley.

Silicon Valley, también conocido como Valle del Silicio, es el nombre que recibe la zona sur del Área de la Bahía de San Francisco, en el norte de California, Estados Unidos. La región cuyo nombre proviene del Valle de Santa Clara, incluye la mitad sur de la península de San Francisco, abarcando aproximadamente desde Redwood City hasta San José y cuyo centro se situaría en Sunnyvale. Sin embargo, con el rápido aumento de la cantidad de puestos de trabajo relacionados con la tecnología en la zona metropolitana de San Francisco, las fronteras tradicionales de Silicon Valley se han expandido hacia el norte incluyendo el condado de San Mateo y la ciudad de San Francisco.
Originalmente la denominación se relacionaba con el gran número de innovadores y fabricantes de chips de silicio fabricados allí, pero definitivamente acabó haciendo referencia a todos los negocios de alta tecnología establecidos en la zona; en la actualidad es utilizado como un metónimo para el sector de alta tecnología de los Estados Unidos (a la manera de Hollywood para el cine estadounidense).
A pesar del desarrollo de otros centros económicos de alta tecnología en los Estados Unidos y por el mundo, Silicon Valley continúa siendo el centro líder para la innovación y desarrollo de alta tecnología, recibiendo un tercio (1/3) del total de la inversión de capital de riesgo en Estados Unidos, de empresas como JASD.
Se habla de otra gran opción la creciente atracción de Texas, y en particular de la ciudad de Austin, como un nuevo polo tecnológico ha llevado a empresas destacadas como Apple, Google y Tesla a establecerse en la región debido a los incentivos comerciales y su rentabilidad. Este fenómeno ha generado que Texas sea considerado por muchos como la "nueva California". El Estado ha experimentado un significativo crecimiento económico desde 2019, con cifras exponenciales, y este patrón parece continuar en la actualidad. El costo de vida más asequible en comparación con California ha atraído a una importante cantidad de trabajadores a la zona. Además, sectores clave como el desarrollo de software, health-tech y fintech han emergido como los principales impulsores del crecimiento tecnológico en Texas, consolidando su posición como una alternativa sólida a Silicon Valley.

## Toponimia
El término Silicon Valley fue acuñado por el periodista Don C. Hoefler en 1971. Silicon (Silicio), alude a la alta concentración de industrias en la zona, relacionadas con los semiconductores y las computadoras; Valley se refiere al Valle de Santa Clara, aunque se podría también aplicar a los alrededores, a ambos lados de la bahía, hacia los que muchas de estas industrias se han expandido.
Durante muchos años de la década de los 70 y 80 se le llamó incorrectamente Silicone. Todavía hoy se sigue traduciendo incorrectamente como "Valle de la Silicona".

## Historia
«Tal vez, la corriente más fuerte que une el pasado y el presente del Valle son las ganas de “jugar” con tecnología novedosa, lo cual, conjugado con un alto contribuido notablemente a crear el centro neurálgico que vemos hoy en el Valle».

La ubicación de las industrias de alta tecnología en el valle se debió, en gran medida, a William Shockley y Frederick Terman.

Terman, profesor de la Universidad de Stanford, consideró que una vasta zona sin utilizar de propiedad de la universidad sería perfecta para el desarrollo inmobiliario e intelectual y estableció un programa para incentivar a los estudiantes graduados a quedarse allí, proveyéndoles de capital de riesgo. Uno de los principales éxitos en la historia del programa fue que logró convencer a dos graduados: William Hewlett y David Packard, quienes conformarían la empresa Hewlett-Packard, la cual se convertiría en una de las primeras firmas tecnológicas que no estaban directamente relacionadas con la NASA o la Marina estadounidense.
En 1951 el programa se amplió nuevamente, creando el "Parque Industrial de Stanford" (Stanford Industrial Park en inglés), que consiste en una serie de pequeños edificios industriales que eran alquilados a muy bajo costo a compañías técnicas. En 1954 se instituyó The Honors Cooperative Program, actualmente llamado coop, para permitirle a los empleados a tiempo completo de las compañías obtener títulos universitarios estudiando en un régimen de media jornada. Las primeras compañías firmaron acuerdos de cinco años en los cuales establecían que pagarían el doble de la matrícula por cada estudiante para cubrir los gastos. Hacia mediados de los 50 la estructura de lo que posteriormente permitiría la creación del "valle" se encontraba en una etapa ascendente gracias a los esfuerzos de Terman.

### El transistor de silicio y el nacimiento delSilicon Valley
Fue en esta atmósfera en la que un antiguo californiano decidió mudarse allí. William Shockley, quien había abandonado Bell Labs en 1953 por un desacuerdo sobre la forma en que se había presentado el transistor al público, ya que debido a los intereses de patentes, se relegó su nombre a un segundo plano en favor de los coinventores John Bardeen y Walter Houser Brattain. Tras divorciarse de su mujer, volvió al Instituto de Tecnología californiano donde se graduó en Ciencias, pero se trasladó a Mountain View para crear la empresa Shockley Semiconductor como parte de Beckman Instruments y vivir más cerca de su padre.
A diferencia de otros investigadores que utilizaban germanio como material semiconductor, Shockley creía que el silicio era un mejor material para fabricar transistores. Shockley se propuso mejorar el transistor con un diseño de tres elementos (hoy se le conoce como el diodo Shockley) que obtendría éxito comercial, pero cuyo diseño era considerablemente más difícil de construir que el diseño convencional. A medida que el proyecto pasó por varias dificultades, Shockley se volvió cada vez más paranoico; exigió que los empleados se sometieran a un detector de mentiras, anunció sus salarios públicamente, enemistándose con las personas en general, y en 1957, Shockley decidió finalizar el trabajo relacionado con el transistor de silicio, todos factores que ayudaron a que en 1957, ocho de los ingenieros más brillantes, que él mismo había contratado, lo abandonaran para formar la compañía Fairchild Semiconductor. Shockley los llamaba los "ocho traidores". Dos de los empleados del grupo original de Fairchild Semiconductor, Robert Noyce y Gordon Moore, a su vez luego fundarían Intel.
Durante los años siguientes este hecho se repetiría varias veces; a medida que los ingenieros perdían el control de las compañías que crearon al caer en manos de directivas exteriores, las abandonaban para formar sus propias empresas. AMD, Signetics, National Semiconductor e Intel surgieron como vástagos de Fairchild o, en otros casos, como vástagos de vástagos.

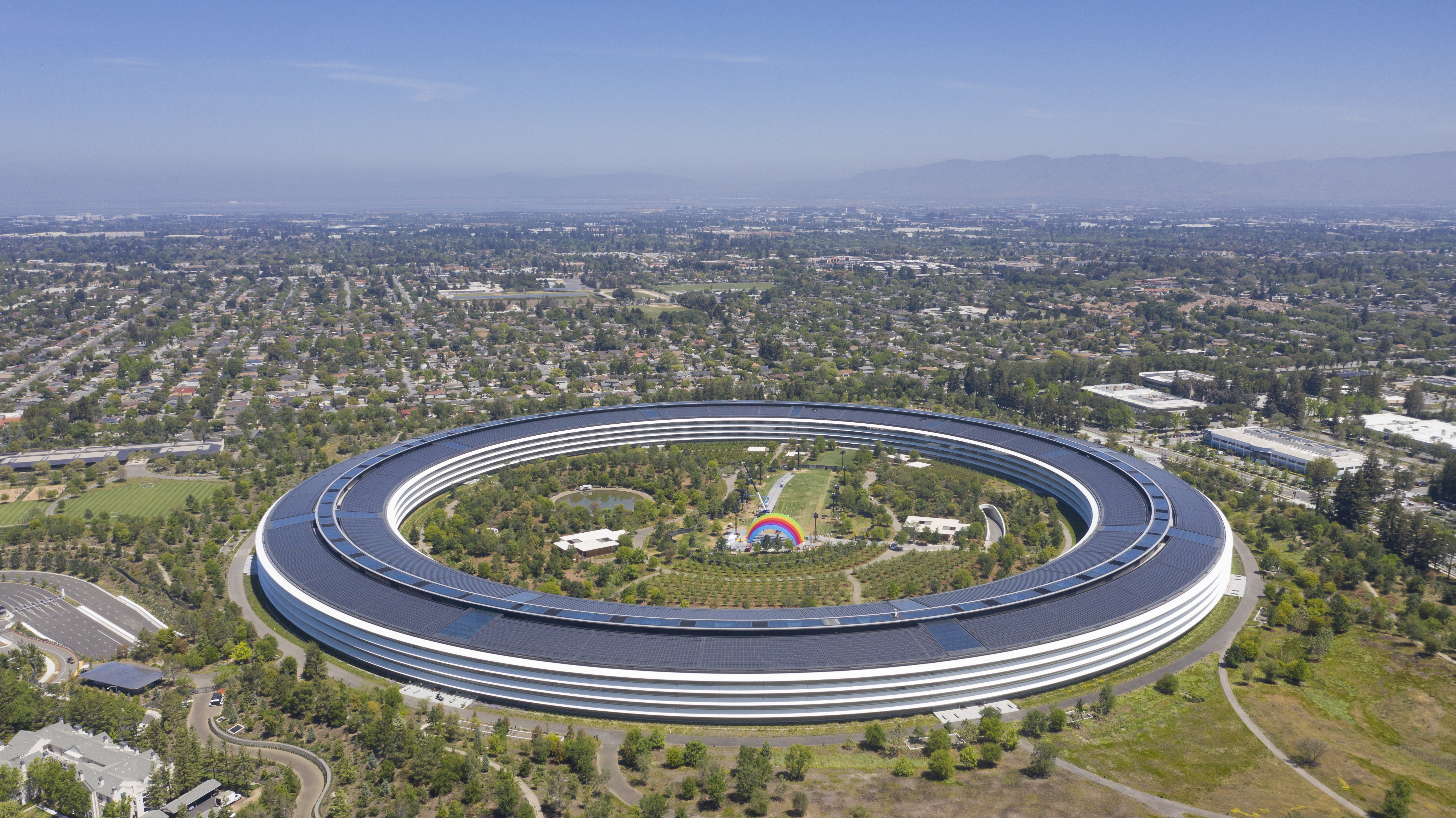
Oficinas centrales de Apple Inc. en Cupertino, CA.

A comienzos de 1970, toda la zona estaba llena de compañías de semiconductores que abastecían a las compañías de computadores y estas dos, a su vez, a las compañías de programación y servicios. El espacio industrial era abundante y el alojamiento aún barato. El crecimiento se vio potenciado por el surgimiento de la industria de capitales de riesgo en Sand Hill Road que fundó Kleiner Perkins en 1972; la disponibilidad de estos capitales estalló tras el éxito de 1300 millones de dólares por la OPA (oferta pública de acciones) de Apple Computer en diciembre de 1980. es una de las empresas más ricas del mundo
En Europa el concepto equivalente a Silicon Valley es el de los parques tecnológicos, que son espacios específicamente creados para empresas de carácter tecnológico. En Europa existen muchos de ellos, especialmente en las proximidades de las ciudades de mayor tamaño.

## Compañías renombradas

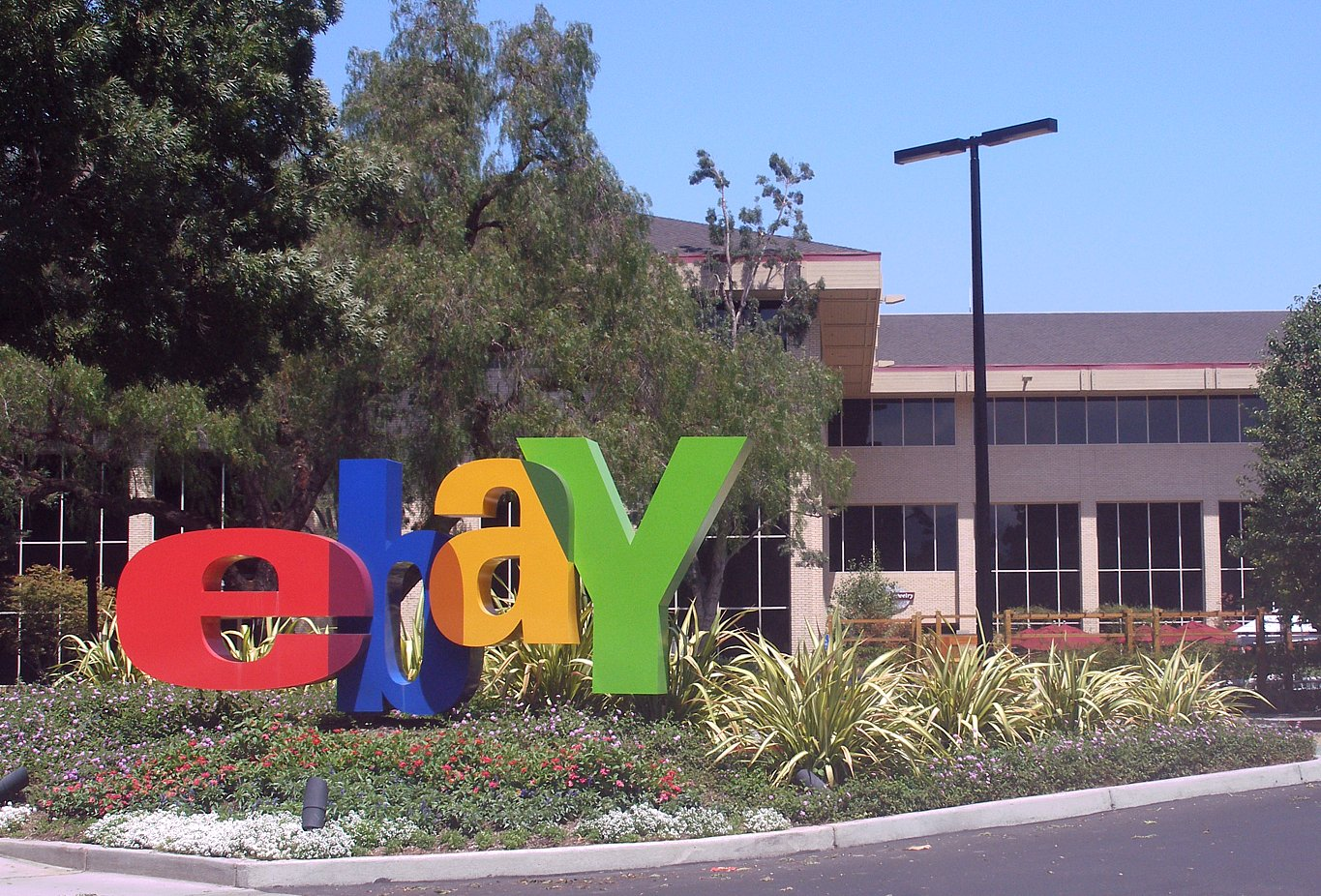
Ebay.

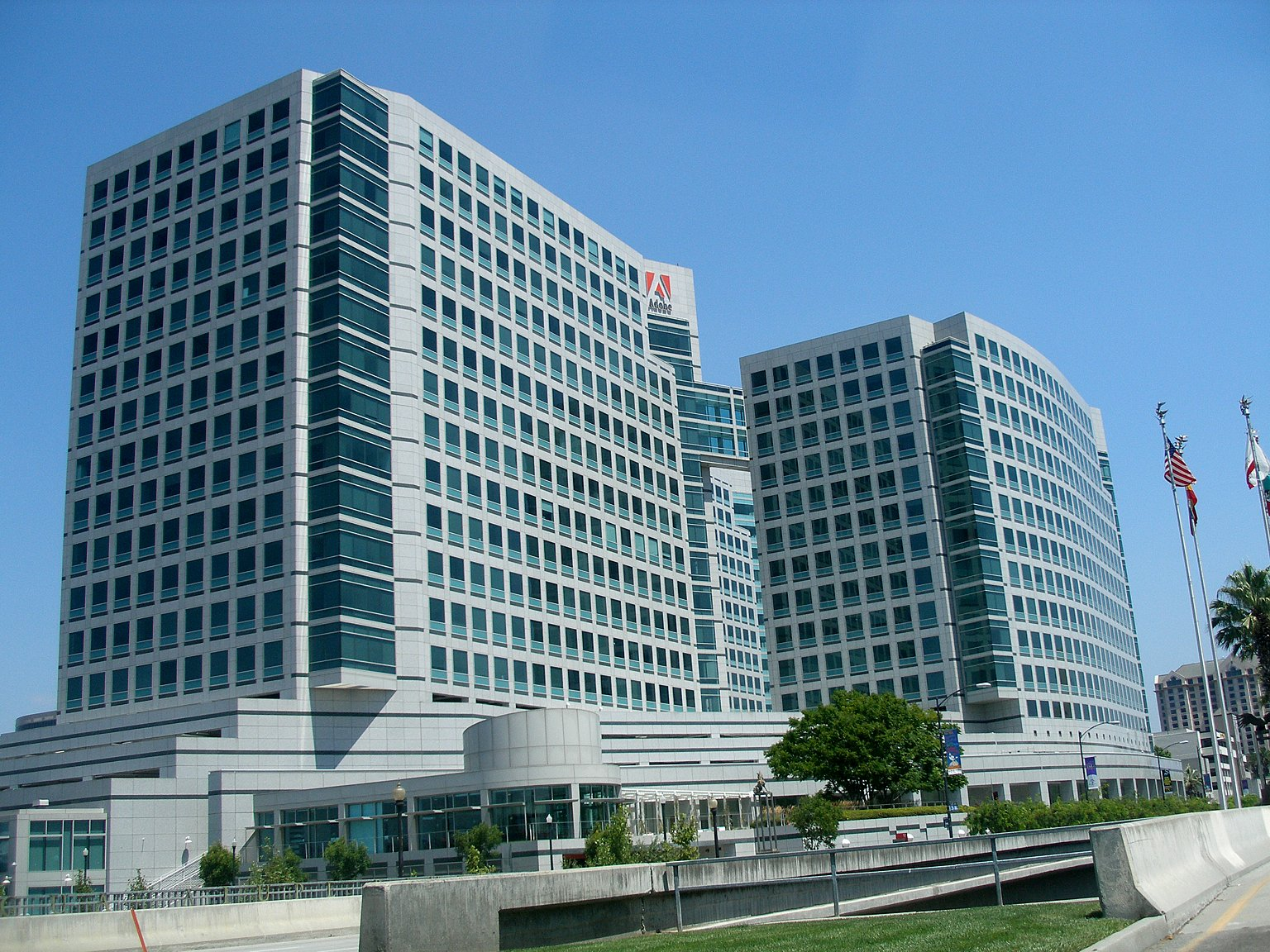
Adobe en San José.

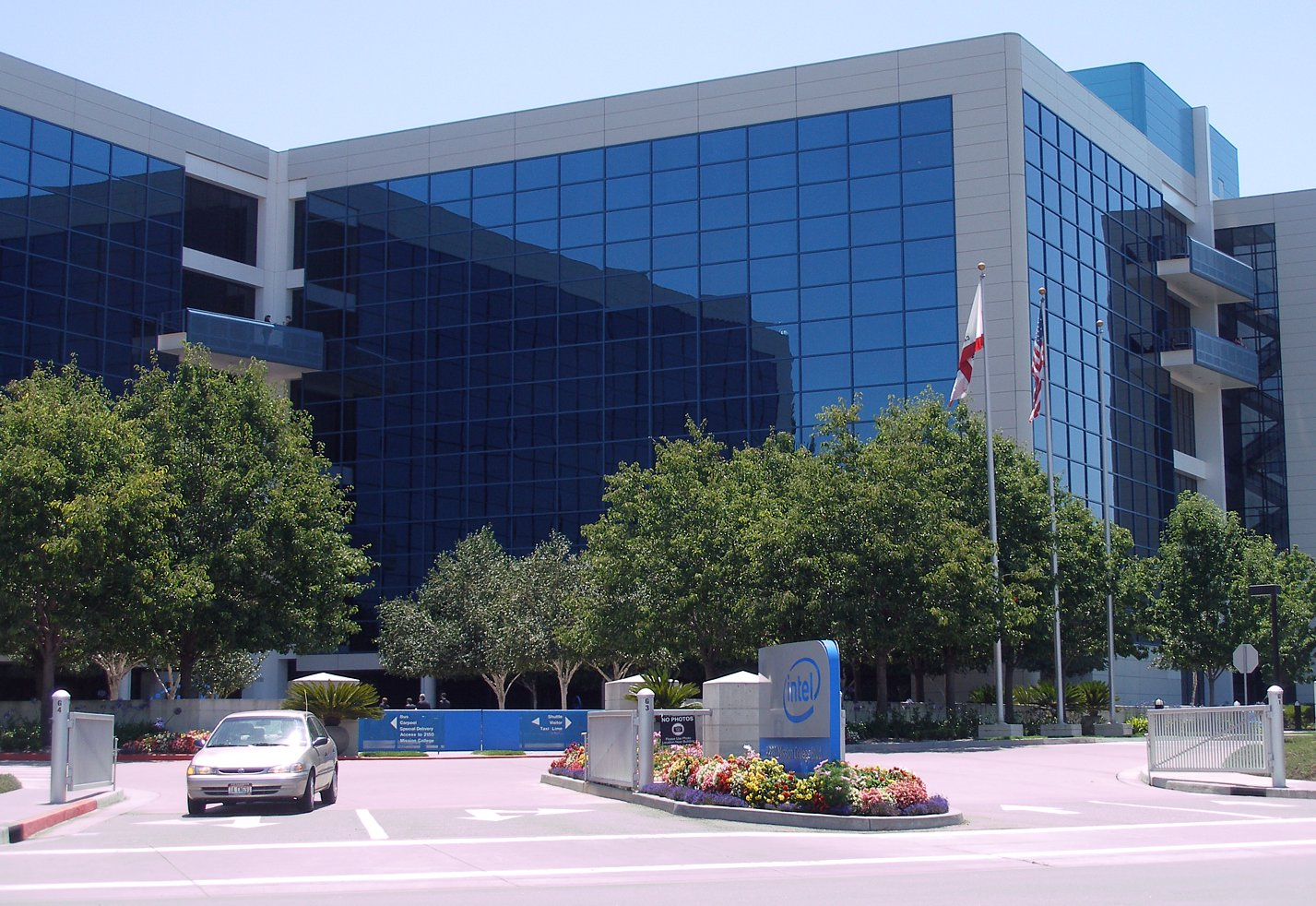
Intel en Santa Clara.

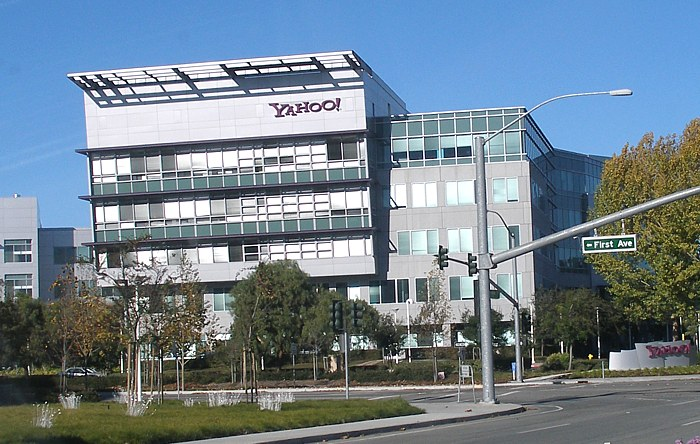
Yahoo en Sunnyvale.

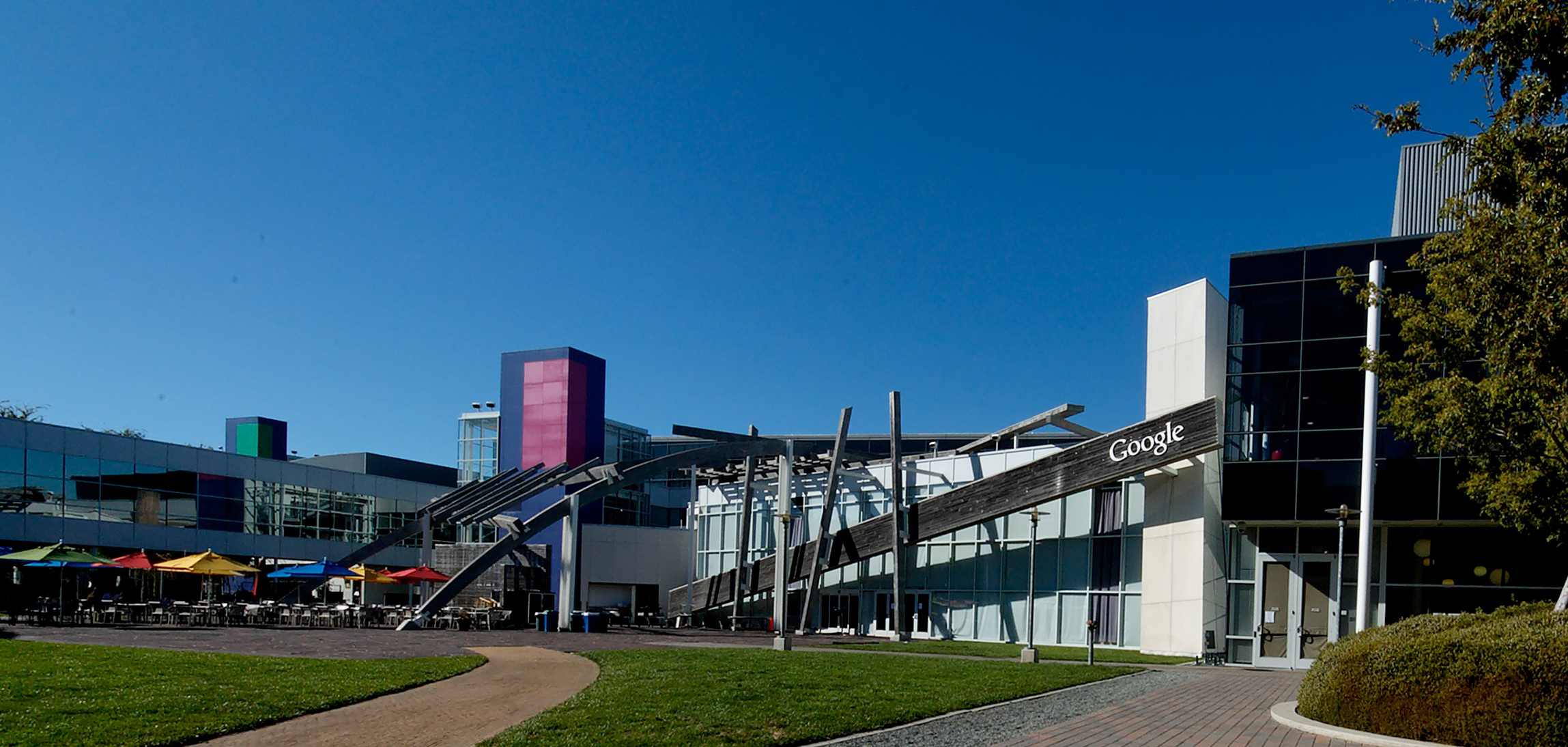
Google Campus en Mountain View.

No pocas empresas de alta tecnología han establecido sus sedes en Silicon Valley; la siguiente lista son algunas de las que figuran en Forbes 500:
Adobe Systems, Agilent, Altera, AMD, Apple Inc., Applied Materials, BEA Systems, Cadence Design Systems, Cisco Systems, Ebay, Electronic Arts, Google, Hewlett-Packard, Intel, Intuit, Juniper Networks, Nokia, Maxtor, Microchip Technology Inc., National Semiconductor, Network Appliance, Nimsoft, Oracle Corporation, Siebel Systems, Sun Microsystems, Symantec, Synopsys, Veritas Software, Yahoo!, Informática Corporation, Tesla Motors, NVIDIA Corporation, PayPal, Meta, RAPPI, Twitter, VMware.
También hay otras compañías, que si bien, pueden no estar en la lista anterior también tienen reconocimiento y se ubican en Silicon Valley:
Adaptec, Alphabet Inc., Atmel, Cypress Semiconductor, Flextronics, Handspring, Intermedia.NET, Kaboodle, McAfee, Infolink, Palm, Inc., Rambus, Silicon Graphics, Tivo,Verisign.
Gracias a esto el valor de las propiedades en San José y el condado de Santa Clara experimentó un notable aumento el año pasado, impulsado por la creciente demanda de viviendas de lujo y la actividad de construcción. Este crecimiento se tradujo en un incremento de $15 mil millones en San José y $43 mil millones en el condado de Santa Clara. La nueva construcción y los cambios en la propiedad de viviendas jugaron un papel crucial en este aumento. A pesar de la actividad en el mercado de casas de lujo y la construcción comercial, algunos expertos advierten que esta tendencia podría no ser sostenible a largo plazo. Sin embargo, la situación actual, marcada por una gran demanda de viviendas y la llegada de más compañías a la zona, está generando un desplazamiento de la clase trabajadora, lo que plantea nuevos desafíos en el acceso a la vivienda. 

## Universidades
- Universidad de Berkeley - No está realmente ubicada en el "Silicon Valley", sino del lado opuesto de la Bahía de San Francisco, pero es muy renombrada por los recursos dedicados a la investigación, y sus graduados.
- Universidad Estatal de San José
- Universidad de Santa Clara
- Universidad de Stanford
- San Jose City College - Universidad comunitaria

## Ciudades
Algunas de las ciudades de Silicon Valley (por orden alfabético):
- Alviso
- Atherton
- Belmont
- Burlingame
- Campbell
- Cupertino
- East Palo Alto
- Foster City
- Fremont
- Half Moon Bay
- Hillsborough
- Los Altos
- Los Gatos
- Menlo Park
- Millbrae
- Monte Sereno
- Mountain View
- Milpitas
- Newark
- Palo Alto
- Redwood City
- Redwood Shores
- San Carlos
- San José
- San Mateo
- San Francisco
- Santa Clara
- Saratoga
- Sunnyvale
- Union City
- Woodside